# Браніслав Секач
Браніслав Секач (словац. Branislav Sekáč; нар. 3 вересня 1979) — колишній словацький тенісист.
Найвищу одиночну позицію світового рейтингу — 247 місце досяг 10 лютого 2003, парну — 174 місце — 5 липня 2004 року.

## Титули на челленджерах

### Парний розряд: (3)
| Ранг | Рік  | Турнір                 | Покриття | Партнер        | Суперники                           | Рахунок       |
| ---- | ---- | ---------------------- | -------- | -------------- | ----------------------------------- | ------------- |
| 1.   | 2001 | Оберштауфен, Німеччина | Ґрунт    | Кароль Бек     | Томас Штренґберґер Клеменс Тріммель | 2–6, 6–1, 6–0 |
| 2.   | 2003 | Белгаум, Індія         | Тверде   | Міхал Мертиняк | Мустафа Гусе Вішал Уппал            | 7–63, 7–62    |
| 3.   | 2004 | Белград, Сербія        | Килим    | Орест Терещук  | Дарко Маджаровський Янко Типсаревич | 6–3, 6–4      |